# Martín Coronado (Buenos Aires)
Martín Coronado es una localidad en el centro del partido de Tres de Febrero, ubicada en la Zona Oeste del Gran Buenos Aires, provincia de Buenos Aires, en Argentina.

## Toponimia
Martín Coronado fue un poeta y dramaturgo argentino que nació en Buenos Aires el 14 de julio de 1850. En el año 1889, se instaló en una quinta ubicada en la localidad bonaerense que hoy lleva su nombre, donde escribió casi toda su obra. Tres de ellas, "La rosa blanca", "Justicia de antaño" y "El sargento Palma", fueron nombres de calles de esta localidad, aunque las dos primeras fueron reemplazadas en 1970 al modificarse la nomenclatura de las calles y la última aún persiste, aunque sin el artículo inicial. El 20 de febrero de 1919 fallece y a los dos años, en 1921 el padre Etchemendigaray, a pedido de los vecinos, presentó una propuesta popular para cambiar el nombre de Caseros de la estación por el del recientemente fallecido Martín Coronado. En dicho pedido intervienen dos exalumnos del Colegio San José: Domingo Salaberry e -Hipólito Yrigoyen- entonces Presidente de la Nación. El pedido se resuelve favorablemente y es así como esta localidad pasa a tomar el nombre de este ilustre poeta.

## Historia

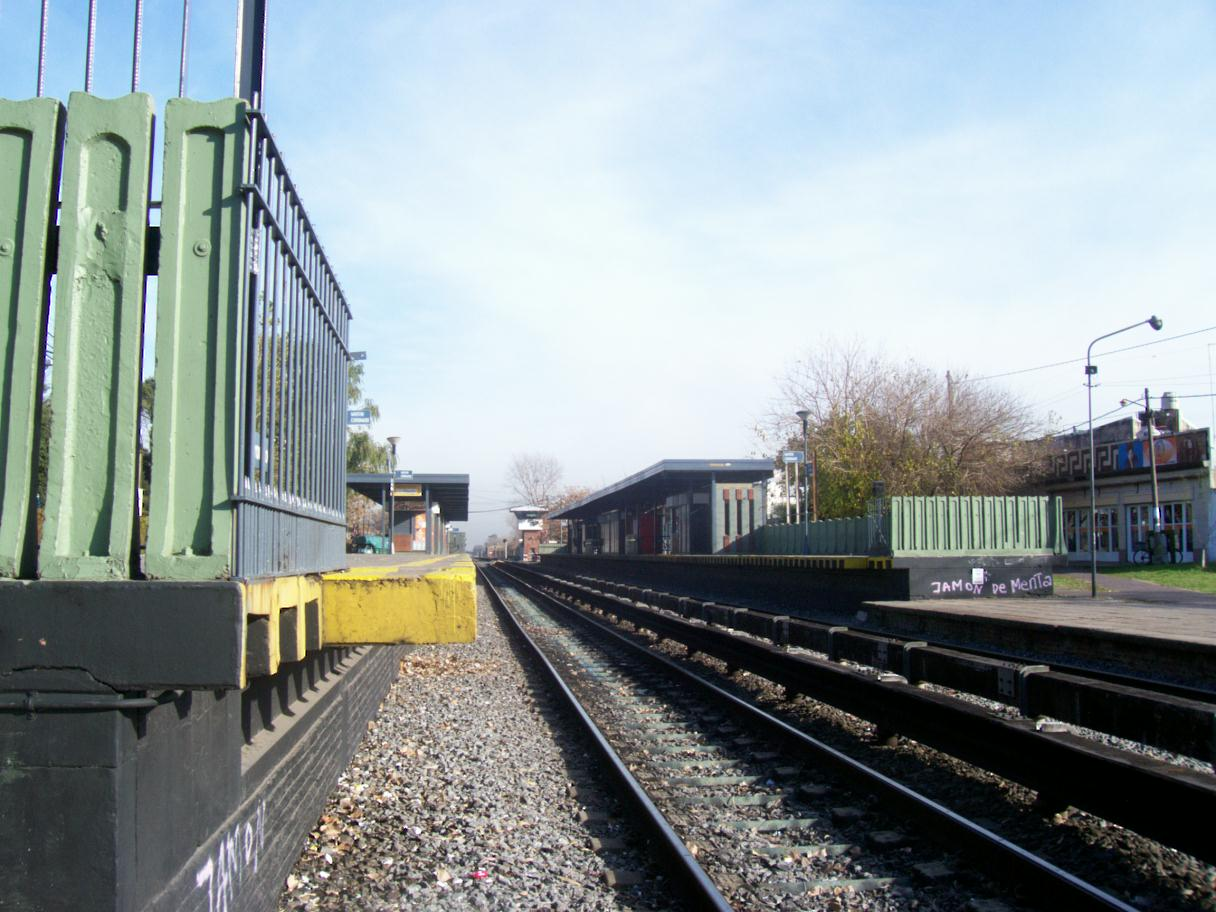
Vista de la estación ferroviaria.

Las tierras que hoy ocupan la localidad de Martín Coronado fueron el lugar de asentamiento de tolderías indígenas pertenecientes a los aborígenes querandíes y pampas. Dichas tolderías se ubicaban preferentemente en las cercanías del arroyo Morón. El desborde de los cursos de agua, obligaron a los ocupantes de estas tierras a trasladarse buscando zonas más altas. A la llegada de los colonizadores, los aborígenes lucharon tenazmente por defender sus tierras pero, al ser derrotados, algunos debieron someterse al invasor mientras que otros se dispersaron. Como corolario de esta situación, los colonizadores procedieron a repartirse las tierras según la actuación que habían tenido en la ocupación y la jerarquía que ostentaban dentro de las filas, siendo el capitán Juan Días de Ocaña el más favorecido. 
Con el tiempo, el destino de los aborígenes no se modificó ya que el dominio de las tierras quedó en manos de la sociedad que se había formado por aquel entonces. En el caso de la actual localidad de Martín Coronado, las tierras fueron propiedad, en el siglo XIX, de Mariana Boubner de Kratzenstein, mientras que el triángulo limitado por las actuales calles Pte. Perón, Antártida Argentina y la Avenida Márquez lo fue de Leonardo Pereyra quien las había heredado de su padre Simón Pereyra. Entre las actuales calles Panamá, De la Vega, Perón y Bazzini, se había efectuado una pequeña urbanización compuesta de 16 manzanas, a las que se conoció como Villa Federico Lacroze.
Hacia 1880 el padre Magendie de la Congregación del Sagrado Corazón de Jesús de Betharrám, más conocida como los "bayoneses" por ser originarios de Bayonne, la capital del País Vasco Francés, adquirió una faja de tierra comprendida entre las actuales Río Negro y Pte. Perón, con frente a la actual avenida Márquez, donde en un comienzo levantaron una modesta edificación con techo a dos aguas y un palomar, que fue demolido en 1974.
Esta edificación tenía por finalidad dar albergue a los sacerdotes de la Congregación durante los meses de verano, mientras realizaban su retiro espiritual. Por entonces se estaba tendiendo la vía del Tranway Rural de Don Federico Lacroze, la que pasaba a escasos mil metros del predio; en razón de que los hijos del señor Lacroze eran alumnos del Colegio se solicitó a éste que construyera una parada a fin de facilitar a los concurrentes al campo del Colegio un acceso más rápido y seguro; paralelamente la Congregación decidió adquirir los terrenos comprendidos entre las actuales Pte. Perón y Leandro N. Alem, en los que se levantaba un bosquecillo de ombúes, cuyo último ejemplar fue talado en 1980.
En un extremo de esta lonja, el padre Pommés, que había estudiado en Francia, planificó una construcción que semeja un castillo francés de dos pisos, sala interior rodeada de celdas y una capilla.
El plano fue presentado el 19 de abril de 1890 y en la Navidad del mismo año, el padre Augusto Etchécopar, máxima autoridad de la congregación, inauguró la iglesia. En esta se levantaron diez altares, llegándose a programar cuatro turnos de misa, es decir cuarenta oficios diarios.
En 1850 nace en Buenos Aires el autor teatral Martín Coronado, autor de "El sargento Palma", "La piedra del escándalo", etc. Murió en su quinta de Caseros, provincia de Buenos Aires, el 20 de febrero de 1919.
En 1912 se habilitó la pileta y dos años después se adquirieron las tierras del señor Pedro Seré, con lo que la propiedad alcanzó hasta la calle Suipacha a sólo tres cuadras de la estación, que por entonces era un talud de unos ocho metros de largo, recubierto de carbonilla, el que era conocido por “Los Padres” o “De los Padres”, en el que únicamente se detenían los trenes cuando había pasajeros que subieran o bajaran.
Pasan los años y desaparecen las quintas y con ello la vida rural; aparecen en la zona diversos hornos de ladrillos, siendo los más conocidos el “Eureka”, propiedad de la familia Amianto y el perteneciente a la firma Goggi, los que utilizaban para el despacho de sus productos la línea del Ferrocarril Central Buenos Aires.
Paralelamente se van fraccionando las tierras y aparecen nuevos propietarios: Francisco Lagorio, el ya mencionado Pedro Seré, Domingos Arcos, R. Poggio, P. Giraud y Martín Coronado.
Por entonces se autoriza por decreto del 21 de diciembre de 1912 la construcción de una vía de intercambio de carga con el Ferrocarril Buenos Aires al Pacífico, la que fue habilitada por resolución del 2 de mayo de 1913.
La estación se llamaba por entonces Caseros, pero en 1921 el padre Etchemendigaray a iniciativa de los vecinos, comienza un trámite a fin de ponerle el nombre de un caracterizado vecino fallecido en 1919: Martín Coronado; se logró concretar el proyecto gracias a la intervención de un exalumno del Colegio San José: el doctor Hipólito Yrigoyen, quien era entonces presidente de la Nación.
Llegamos así a los años treinta, en que da comienzo la tercera etapa: la de los loteos; tras estos se radican los primeros compradores, acrecentándose entonces los problemas urbanos:  pasos de piedras, alumbrado público deficiente, veredas y pavimentos inexistentes.
En julio de 1943 el periódico "Martín Coronado", cuyo primer número vio la luz en enero de 1942, anunciaba a sus lectores "que se colocarán más focos de luz".
En 1943 se funda la Biblioteca "Bartolomé Mitre" por gestión de un grupo de vecinos, que forman una comisión provisoria cuyo presidente fue Juan Ferrereirone.
La Biblioteca fue oficialmente inaugurada el 10 de septiembre, con una lucida ceremonia. Don Luis Coronado, hijo de Martín Coronado, dona las obras completas de su padre.
Ya por ese entonces la población sobrepasa los 2500 habitantes que residían en cerca de 500 viviendas.
Hacia 1950 el Consejo Deliberante de Gral. San Martín aprueba una ordenanza que dispone no autorizar la instalación de industrias en la zona, lo que es recibido con beneplácito por la población. Más tarde por la ordenanza N.º 420 se unifican bajo el nombre de Martín Coronado, diversas villas como Pueblo Nuevo, Villa Barbosa, Villa Amianto, Villa Lacroze entre otras.
Llegan por entonces los primeros pavimentos; los vecinos contrataron la realización de 40 cuadras, y cuando se llevaban hechas 13, las obras debieron suspenderse en razón de advertirse fallas estructurales. En 1958 se crea la parroquia de Martín Coronado y se constituye la Cooperativa Vecinal de M. Coronado cuya finalidad es finalizar los pavimentos.
El poblado crecía y ya desde 1939 contaba con la asociación de fomento "Martín Coronado" y desde 1945 con una sala de primeros auxilios.
En 1967 queda inaugurada la planta de tratamiento de efluentes cloacales perteneciente a la Cooperativa de Obras y Servicios Públicos Martín Coronado.
En febrero del año 2008 la empresa multinacional francesa Carrefour, abrió su primer hipermercado en la zona siendo el segundo en el municipio de Tres de Febrero, luego del Coto de Ciudadela.

## Clima
El clima es pampeano. Presenta veranos cálidos-calurosos e inviernos frescos, precipitaciones suficientes y en algunas ocasiones fuertes generando inundaciones; y vientos predominantes del este y del noreste, como en el resto de la parte noreste de la provincia de Buenos Aires.
| Parámetros climáticos promedio de Martín Coronado, BA | Parámetros climáticos promedio de Martín Coronado, BA | Parámetros climáticos promedio de Martín Coronado, BA | Parámetros climáticos promedio de Martín Coronado, BA | Parámetros climáticos promedio de Martín Coronado, BA | Parámetros climáticos promedio de Martín Coronado, BA | Parámetros climáticos promedio de Martín Coronado, BA | Parámetros climáticos promedio de Martín Coronado, BA | Parámetros climáticos promedio de Martín Coronado, BA | Parámetros climáticos promedio de Martín Coronado, BA | Parámetros climáticos promedio de Martín Coronado, BA | Parámetros climáticos promedio de Martín Coronado, BA | Parámetros climáticos promedio de Martín Coronado, BA | Parámetros climáticos promedio de Martín Coronado, BA |
| Mes                                                   | Ene.                                                  | Feb.                                                  | Mar.                                                  | Abr.                                                  | May.                                                  | Jun.                                                  | Jul.                                                  | Ago.                                                  | Sep.                                                  | Oct.                                                  | Nov.                                                  | Dic.                                                  | Anual                                                 |
| ----------------------------------------------------- | ----------------------------------------------------- | ----------------------------------------------------- | ----------------------------------------------------- | ----------------------------------------------------- | ----------------------------------------------------- | ----------------------------------------------------- | ----------------------------------------------------- | ----------------------------------------------------- | ----------------------------------------------------- | ----------------------------------------------------- | ----------------------------------------------------- | ----------------------------------------------------- | ----------------------------------------------------- |
| Temp. máx. abs. (°C)                                  | 40.7                                                  | 38.8                                                  | 38.1                                                  | 36.6                                                  | 31.4                                                  | 28.9                                                  | 30.3                                                  | 34.4                                                  | 35.6                                                  | 34.1                                                  | 37.1                                                  | 41.2                                                  | 41.2                                                  |
| Temp. máx. media (°C)                                 | 29.2                                                  | 28.4                                                  | 24.9                                                  | 20.7                                                  | 18.0                                                  | 14.3                                                  | 12.0                                                  | 15.1                                                  | 17.5                                                  | 21.7                                                  | 24.5                                                  | 28.5                                                  | 21.2                                                  |
| Temp. media (°C)                                      | 23.9                                                  | 22.8                                                  | 20.5                                                  | 16.4                                                  | 13.5                                                  | 10.2                                                  | 8.2                                                   | 10.7                                                  | 13.4                                                  | 16.9                                                  | 19.8                                                  | 23.5                                                  | 16.7                                                  |
| Temp. mín. media (°C)                                 | 18.7                                                  | 17.3                                                  | 16.1                                                  | 12.1                                                  | 9.1                                                   | 6.2                                                   | 4.5                                                   | 6.4                                                   | 9.3                                                   | 12.1                                                  | 15.2                                                  | 18.5                                                  | 12.1                                                  |
| Temp. mín. abs. (°C)                                  | 5.8                                                   | 4.2                                                   | 2.3                                                   | -2.5                                                  | -4.1                                                  | -5.6                                                  | -5.4                                                  | -4.4                                                  | -2.3                                                  | -1.8                                                  | 2.4                                                   | 4.1                                                   | -5.6                                                  |
| Precipitación total (mm)                              | 118.5                                                 | 116.9                                                 | 150.7                                                 | 107.2                                                 | 91.9                                                  | 50.3                                                  | 51.4                                                  | 59.9                                                  | 76.7                                                  | 138.1                                                 | 132.4                                                 | 104.3                                                 | 1198.3                                                |
| Días de precipitaciones (≥ )                          | 6                                                     | 8                                                     | 12                                                    | 10                                                    | 7                                                     | 7                                                     | 6                                                     | 7                                                     | 8                                                     | 9                                                     | 10                                                    | 6                                                     | 96                                                    |
| Horas de sol                                          | 270                                                   | 240                                                   | 190                                                   | 175                                                   | 170                                                   | 135                                                   | 140                                                   | 175                                                   | 180                                                   | 215                                                   | 255                                                   | 260                                                   | 2405                                                  |
| Humedad relativa (%)                                  | 65                                                    | 68                                                    | 71                                                    | 69                                                    | 75                                                    | 75                                                    | 70                                                    | 72                                                    | 79                                                    | 81                                                    | 73                                                    | 69                                                    | 72.3                                                  |
| Fuente: Servicio Meteorológico Nacional               |                                                       |                                                       |                                                       |                                                       |                                                       |                                                       |                                                       |                                                       |                                                       |                                                       |                                                       |                                                       |                                                       |

### Nevadas
Durante los días 6, 7 y 8 de julio de 2007, se produjo la entrada de una masa de aire frío polar, como consecuencia de esto el lunes 9 de julio, la presencia simultánea de aire muy frío, tanto en los niveles medios de la atmósfera como en la superficie, dio lugar a la ocurrencia de precipitación en forma de aguanieve y nieve conocida como nevadas extraordinarias en la Ciudad de Buenos Aires ya que esto ocurrió prácticamente en todo Buenos Aires y demás provincias. Fue la tercera vez en la que se tiene registro de una nevada en la localidad, las anteriores veces fueron en los años 1912 y 1918.

### Población
Contaba con 17 090 habitantes (Indec, 2010). Esto la ubica como la quinta localidad dentro de su partido, con un 5,7% de la población del mismo.

## Parroquias de la Iglesia Católica en Martín Coronado
| Diócesis  | San Martín                             |
| --------- | -------------------------------------- |
| Parroquia | Nuestra Señora de Betharram y San José |

## Centros de salud
- Centro de Salud “Arturo Illia”.[3]